# Semaprochilodus laticeps
Semaprochilodus laticeps är en fiskart som först beskrevs av Steindachner, 1879.  Semaprochilodus laticeps ingår i släktet Semaprochilodus och familjen Prochilodontidae. Inga underarter finns listade i Catalogue of Life.